# Parc de l'Exposition (Trois-Rivières)
Le parc de l'Exposition de Trois-Rivières est un complexe récréatif urbain dédié aux sports et aux divertissements, situé à Trois-Rivières, en Mauricie, au Québec, Canada.

## Histoire
Les premières expositions agricoles sur les lieux datent de 1896. La ville y aménage officiellement en 1938 un grand parc récréatif.

## Principales installations
- Bâtisse industrielle de Trois-Rivières
- Hippodrome de Trois-Rivières
- Colisée de Trois-Rivières
- Aréna Claude-Mongrain
- Circuit Trois-Rivières
- Stade Quillorama